# Chiesa di San Benedetto (Brescia)
La chiesa di San Benedetto è una chiesa di Brescia, situata all'angolo tra via Carlo Cattaneo e via Gabriele Rosa, con fianco su piazzetta Legnano.
Costruita probabilmente nel IX secolo come recapito cittadino della Badia leonense, ha mantenuto il suo aspetto quasi invariato nel corso dei secoli, tranne per alcuni limitati interventi seicenteschi in facciata e all'interno. Soppressa nel 1797, è oggi adibita a galleria d'arte per esposizioni temporanee.

## Storia
La chiesa viene costruita probabilmente nel IX secolo come recapito cittadino della Badia leonense di Leno. La prima traccia documentaria della sua esistenza è contenuta nel Diploma di Berengario II di Ivrea e Adalberto II d'Ivrea del 958, nel quale la chiesa è indicata come "Solarium in Brixia cum brolio usque in viam Orientis", mentre nel Diploma di Ottone I, del 962, alla medesima frase sono aggiunte le parole "...cum ecclesia S.Benedicti". Infine, in un Diploma di Enrico II del 1019 la frase è completata precisando "...et casis ibidem pertinentibus".
Durante il Medioevo, nella chiesa viene accolta la reliquia del braccio destro di san Benedetto da Norcia, portata direttamente dall'Abbazia di Montecassino da Petronace in cambio di eguale reliquia estratta dai resti di san Faustino, al tempo già custoditi nella chiesa dei Santi Faustino e Giovita. In precedenza, la reliquia di san Benedetto aveva già trovato esposizione nel Duomo vecchio, ma fu probabilmente trasferita qui per volere degli abati di Leno.
La chiesa mantiene sostanzialmente invariato il suo aspetto nei secoli, tranne per alcuni interventi seicenteschi che si limitano ad affrescare la facciata e a rinnovare l'interno. Nel 1649, durante la ricostruzione integrale della chiesa dei Santi Faustino e Giovita, l'abate Orazio Barbisoni avvia una serie di trattative con il Capitolo del Duomo nuovo per ottenere la reliquia di san Benedetto, che però non avranno esito.
Soppressa nel 1797 dalla Repubblica Bresciana, l'edificio viene ridotto agli usi più disparati fino al suo recupero, avvenuto nella seconda metà del Novecento, come galleria d'arte per esposizioni temporanee.

## Architettura

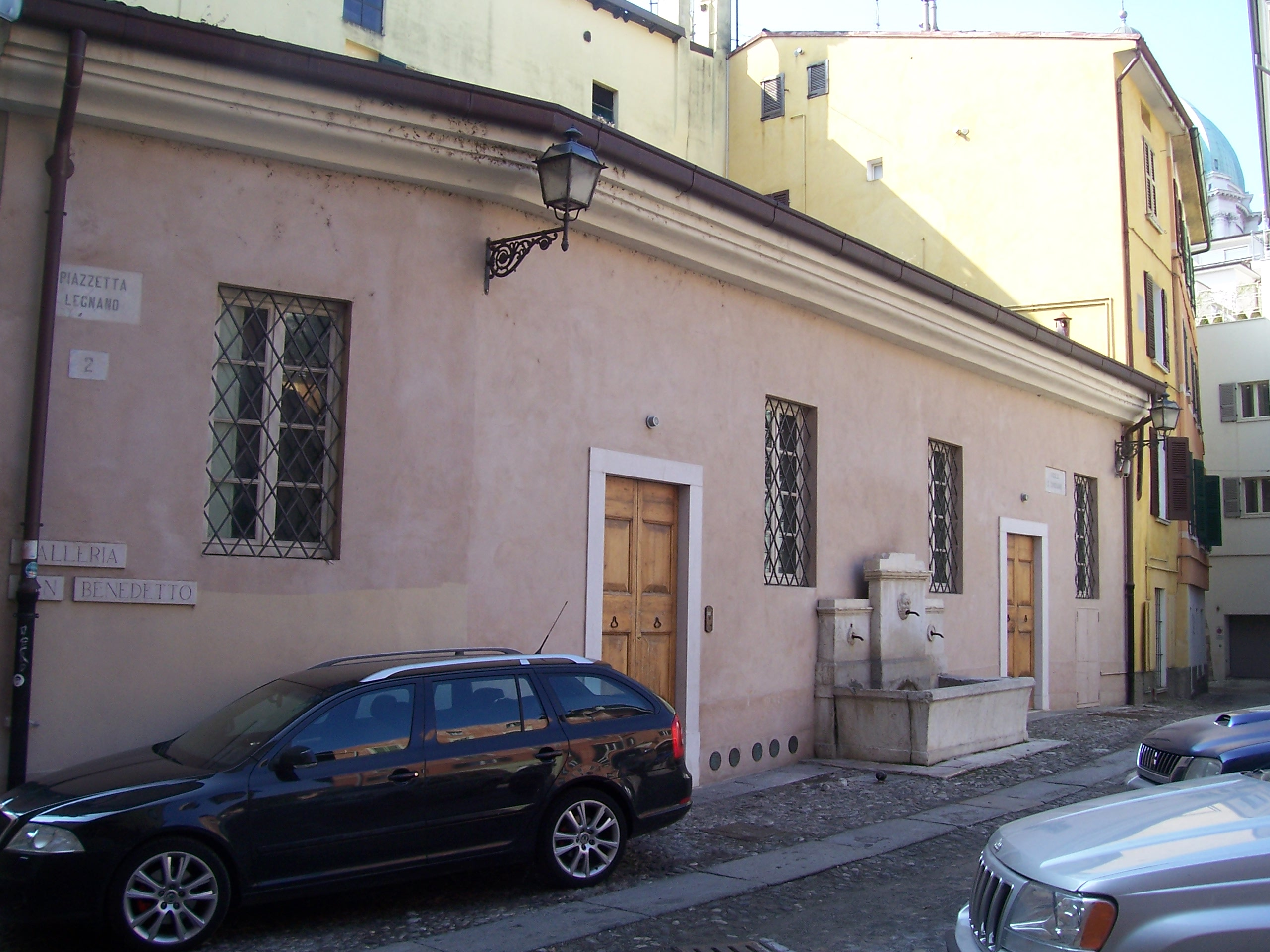
Il fianco su piazzetta Legnano

La chiesa mostra ancora marcatamente i caratteri romanici della sua epoca di fondazione, con una facciata a capanna molto piena aperta solamente dal portale d'ingresso e da due piccole monofore ai lati. Sopra l'architrave del portale è presente una finestra rettangolare, di apertura evidentemente successiva.
Non è presente alcun tipo di rosone o oculo, probabilmente chiuso in epoca seicentesca per permettere una stesura unitaria degli affreschi di facciata, dei quali rimane una rovinata patina poco leggibile che lascia intravedere una finta architettura estesa all'intera superficie, incorniciante due immagini di san Benedetto e santa Scolastica.